# مکامیل‌آمین
مکامیل‌آمین (انگلیسی: Mecamylamine) یا مکامیل‌آمین هیدروکلرید (نام‌های تجاری Inversine, Vecamyl) یک آنتاگونیست غیرانتخابی و غیررقابتی گیرنده‌های استیل کولین نیکوتینی (nAChRs) است.
از نظر شیمیایی، مکامیل‌آمین یک آمین آلیفاتیک ثانویه است که pKaH آن ۱۱٫۲ است.

## فارماکولوژی و کاربردهای بالین
مکامیل‌آمین به عنوان یک مسدودکننده گانگلیونی خوراکی فعال در درمان دیس‌رفلکسی خودکار و فشار خون بالا استفاده شده‌است، اما مانند بسیاری از مسدود کننده‌های گانگلیونی، امروزه بیشتر به عنوان یک ابزار پژوهشی استفاده می‌شود.
مکامیل‌آمین همچنین گاهی اوقات به‌عنوان یک داروی ضد اعتیاد برای کمک به افراد در ترک سیگار استفاده می‌شود و اکنون برای این کاربرد بیشتر از کاهش فشار خون استفاده می‌شود. تصور می‌شود که این اثر به دلیل مسدود کردن گیرنده‌های نیکوتین α۳β۴ در مغز باشد. همچنین گزارش شده‌است که باعث تسکین پایدار از تیک در سندرم تورت می‌شود، زمانی که یک سری از عوامل معمولاً مورد استفاده شکست خورده بودند.